# Black Label Society
I Black Label Society sono una band heavy metal statunitense, fondata nel 1998 dal chitarrista, cantante, pianista e compositore Zakk Wylde.
Il nome del gruppo si riferisce al whisky Black Label, prodotto della Johnnie Walker, di cui Zakk Wylde è appassionato.

## Storia del gruppo

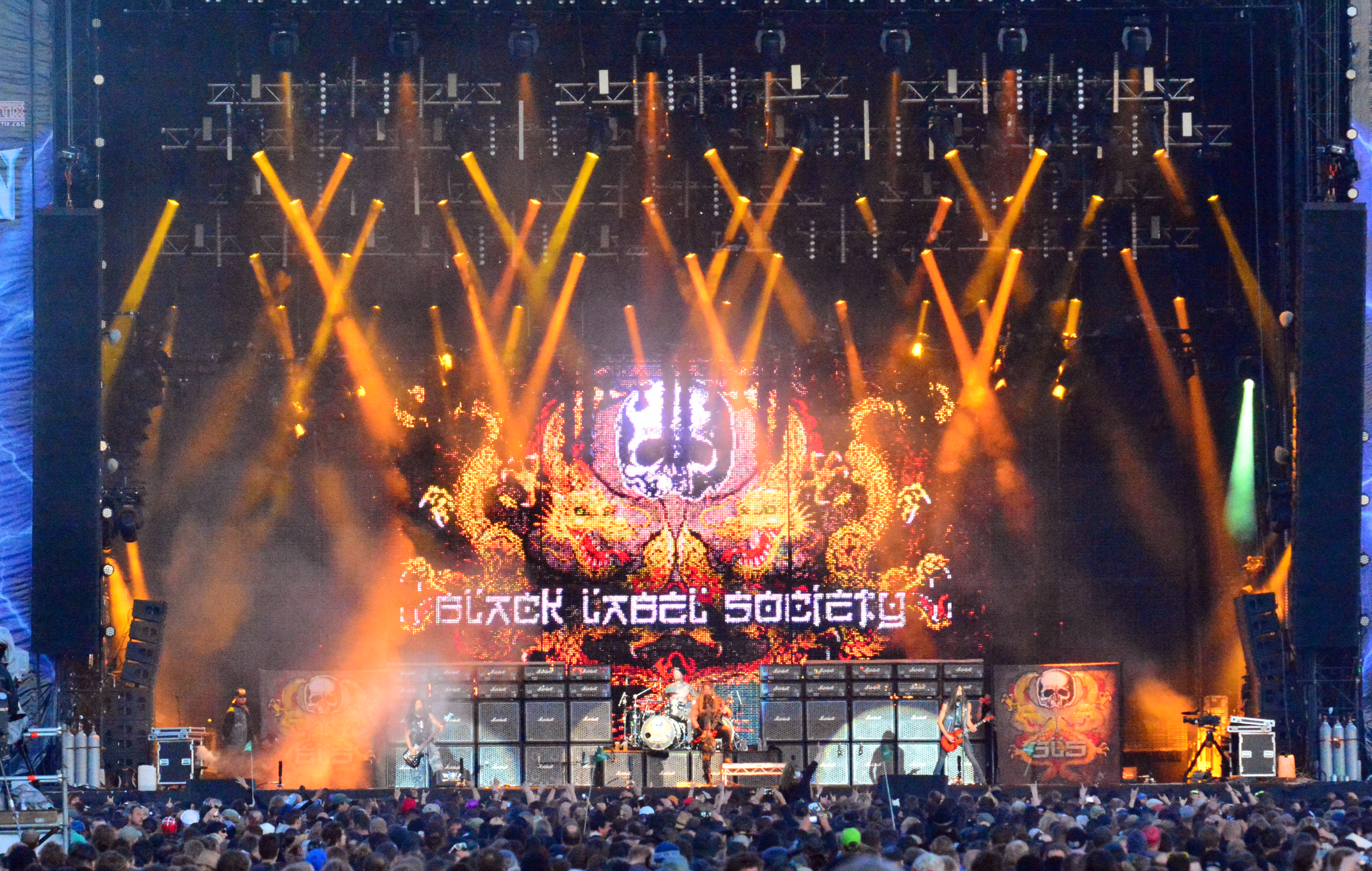
I Black Label Society al Wacken Open Air 2015

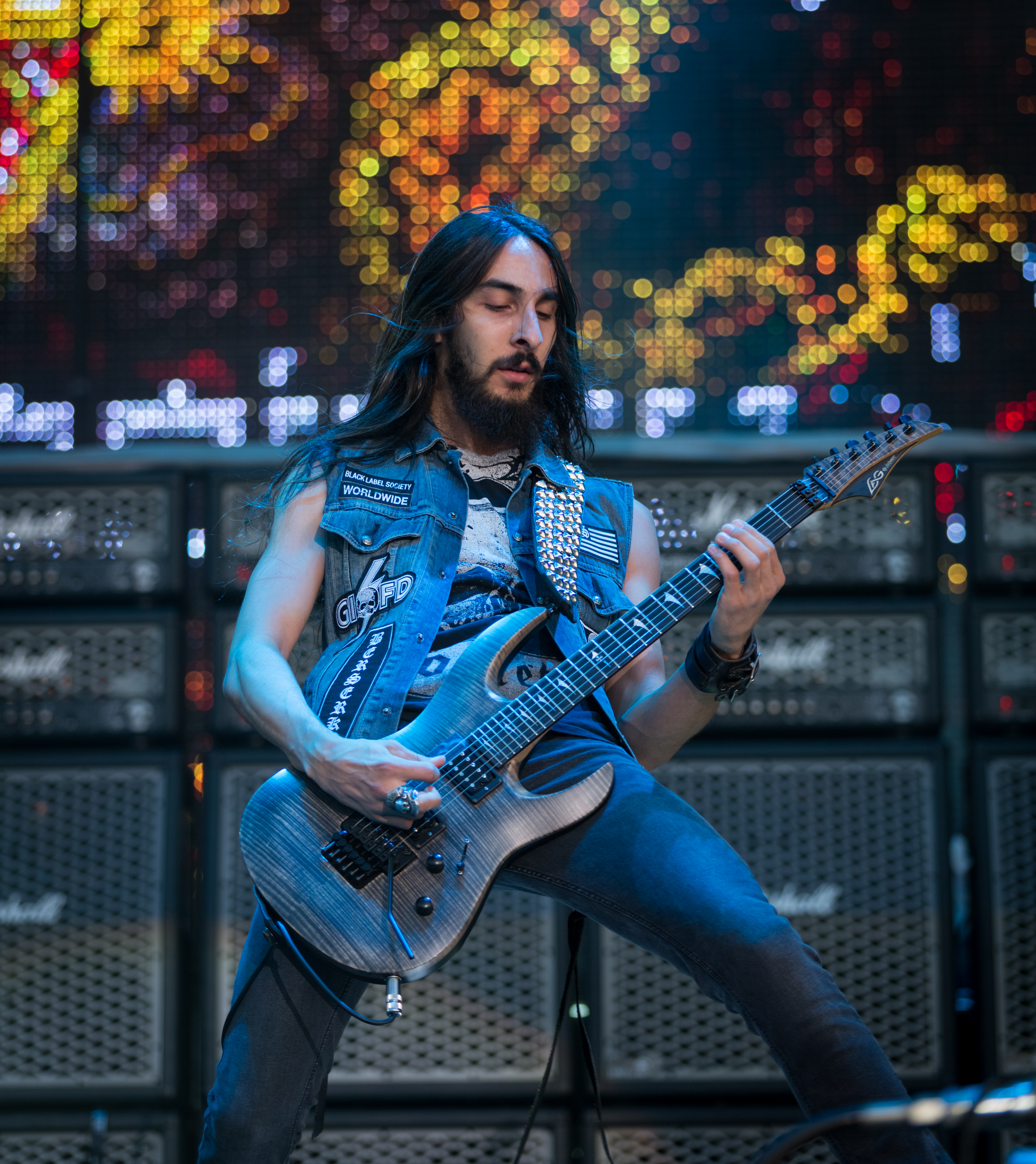
Il chitarrista Dario Lorina

Terminata la permanenza di Zakk Wylde con la formazione di Ozzy Osbourne, il musicista fondò nel 1998 con il batterista Phil Ondich un nuovo gruppo, gli Hell's Kitchen. Dopo pochi show il nome della band fu cambiato in Black Label Society, perché Zakk considerava Hell's Kitchen un nome che suonava troppo anni ottanta.

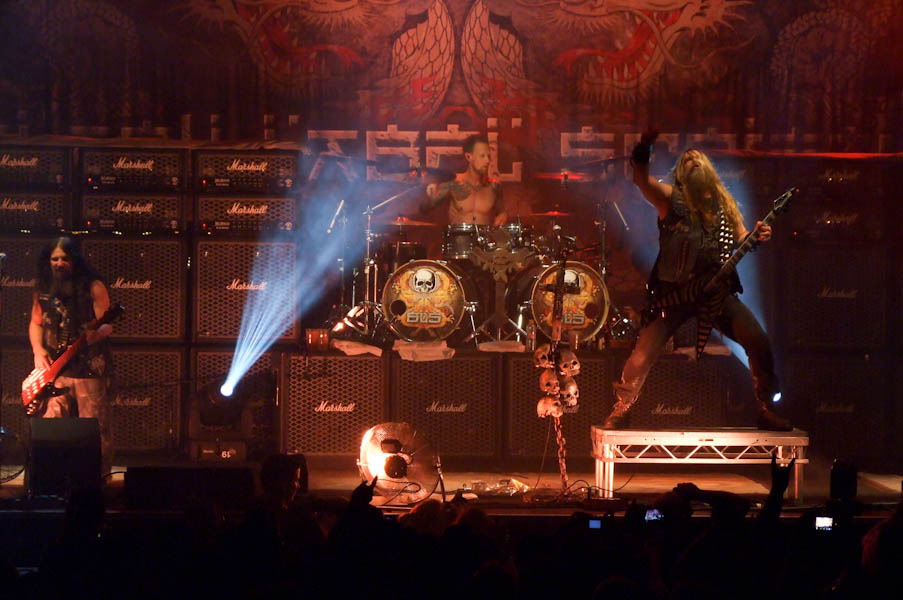
John DeServio, Jeff Fabb e Zakk Wylde in concerto a Sofia, 2015

Il 28 ottobre 1998 fu pubblicato, prima in Giappone e poi negli USA, il primo album della band, intitolato Sonic Brew, pubblicato con la Spitfire Records e John "JD" DeServio come bassista. Il disco presentò sonorità molto più pesanti rispetto ai precedenti lavori di Zakk ed è caratterizzato da atmosfere molto cupe. Dopo l'uscita del disco, il gruppo partì per un tour promozionale. Al termine della tournée i Black Label Society iniziarono a ricercare un bassista esordiente per la formazione ma, non trovandolo, furono costretti a chiamare ancora una volta “J.D.” De Servio, che fu quindi inserito come membro fisso.
Nel 2000 Zakk e Phil tornarono in studio per registrare il secondo album dei Black Label Society, intitolato Stronger than Death. Poco prima di iniziare il tour promozionale, “J.D.” lasciò la band per dedicarsi a nuovi progetti, venendo rimpiazzato da Steve Gibb. Il 6 luglio 2000 a causa di alcuni problemi con Zakk, Phil lasciò la band, venendo sostituito da Craig Nunenmacher. Dal precedente tour, venne registrato un doppio disco live, Alcohol Fueled Brewtality. Nell'estate del 2001 i Black Label Society partecipano all'Ozzfest. Pochi mesi dopo lo show, Steve Gibb lasciò la band e fu rimpiazzato da Mike Inez.
Nel 2002 il gruppo pubblicò il disco 1919 Eternal, dedicato alle vittime della tragedia dell'11 settembre 2001. Per questo album, Zakk riutilizzò i demo scartati da Ozzy cambiandone gli assoli e ri-registrando le parti vocali. Sempre nel 2002, i BLS parteciparono nuovamente all'Ozzfest, presentando durante lo show il loro nuovo bassista, Robert Trujillo. Tra l'autunno e l'inverno 2002, Zakk e Craig registrarono un nuovo album, intitolato The Blessed Hellride, pubblicato il 22 aprile 2003. Il primo singolo del disco fu “Stillborn”, traccia che vide la collaborazione di Ozzy.
Dopo il passaggio di Robert Trujillo ai Metallica, Mike Inez tornò a suonare il basso nel gruppo e pubblicò con gli altri componenti il DVD Boozed Broozed & Broken Bonez: Live with the Detroit Chapter nel 2003. Sempre nel 2003 uscì un nuovo disco, intitolato Hangover Music Vol. VI. Il disco, prodotto da Zakk aiutato da Barry Conley, uscì il 20 aprile 2004 e debuttò al #40 nella classifica Billboard vendendo 24,345 copie nella prima settimana. Per Hangover Music non venne fatto nessun tour promozionale poiché la band si prese alcuni mesi di pausa, alla fine dei quali entrò in studio per registrare un nuovo album, questa volta con James LoMenzo al basso, la cui uscita fu annunciata per l'8 marzo 2005, in seguito alla firma di un nuovo contratto con la Artemis Records.

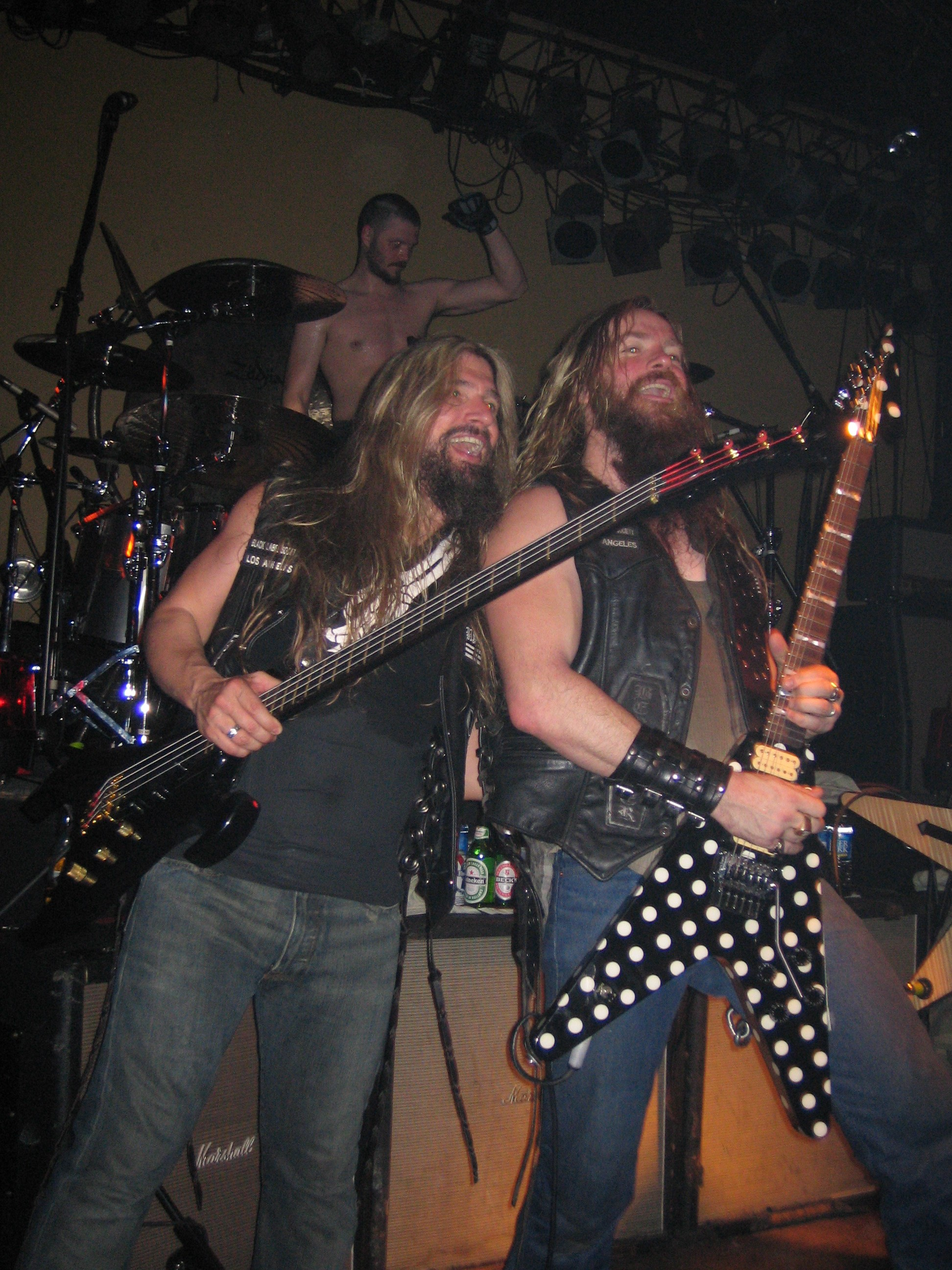
James LoMenzo, Craig Nunenmacher e Zakk Wylde al Jaxx Nightclub, a Springfield

L'8 dicembre 2004 un folle uccise Dimebag Darrell durante un concerto all'Alrosa Villa di Columbus, Ohio. La perdita di Dimebag, amico fraterno di Zakk, fece cadere il chitarrista in una profonda depressione. Dedicò a Dimebag, la traccia “In this River”, che aveva comunque scritto prima della sua morte.

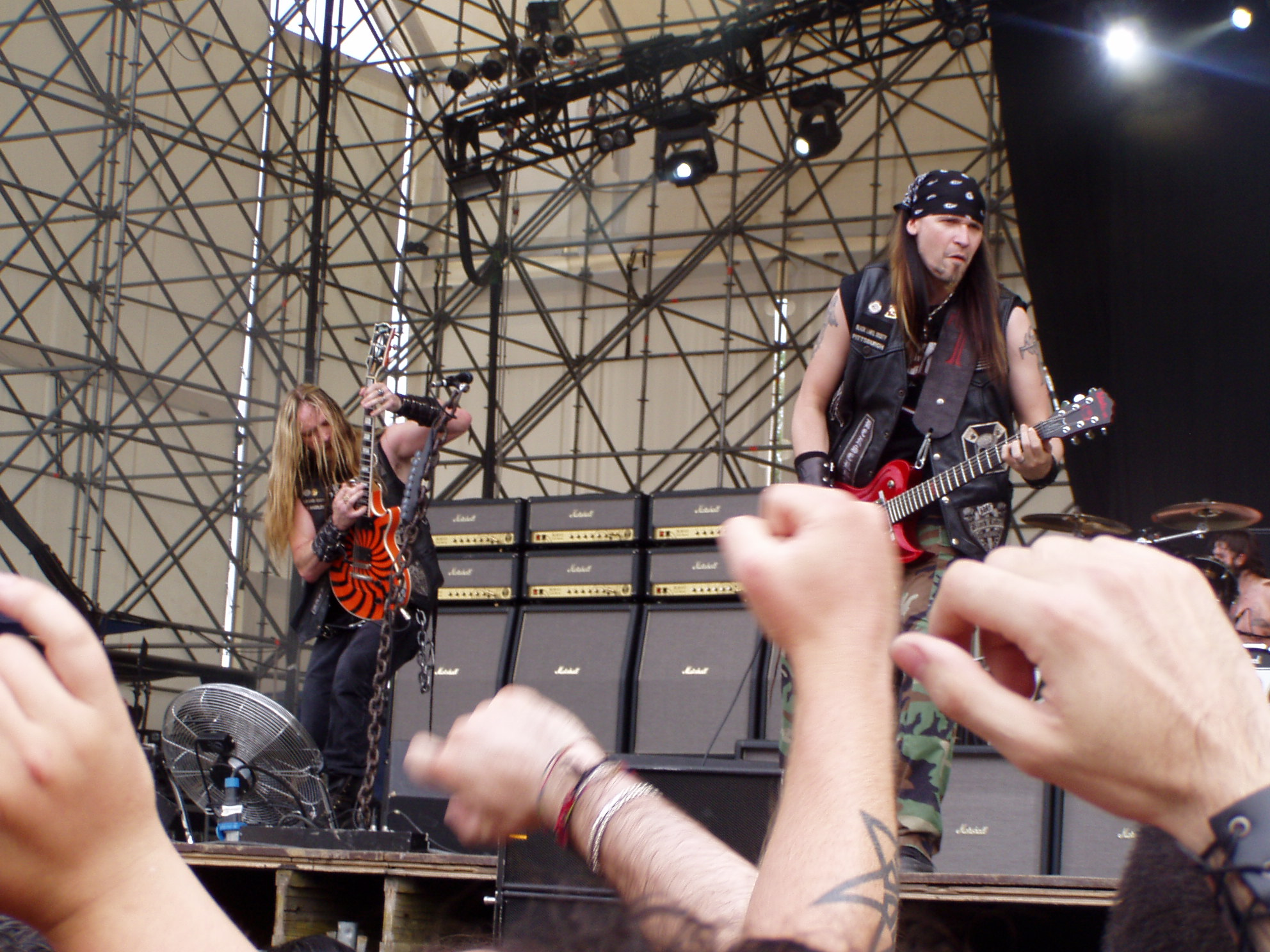
Zakk Wylde e Nick Catanese al Gods of Metal 2007

L'album fu così pubblicato nel 2005 con il titolo Mafia, anticipato dal singolo Suicide Messiah che salì alla #1 nella classifica delle canzoni richieste alle radio americane, mentre il disco debuttò al #15 della classifica Billboard, vendendo 41,500 copie nella prima settimana. Il tour promozionale fu un incredibile successo e la band fu nuovamente invitata all'Ozzfest. Il 20 settembre James LoMenzo lasciò i BLS, venendo sostituito da John "JD" DeServio. Il 4 ottobre 2005 fu pubblicata con la Spitfire Records la raccolta Kings of Damnation 98-04.
Nel 2006 la band fu nuovamente invitata all'Ozzfest, per poi partire per un lungo tour. Nello stesso anno fu pubblicato il disco Shot to Hell, interamente dedicato alla memoria di Dimebag Darrell. Nel 2007 la band partecipa al tour americano di Ozzy Osbourne come gruppo spalla. Sempre con Ozzy, i BLS suonano a Milano nel Gods of Metal per proseguire il loro tour.
Il 10 agosto 2010 è stato pubblicato Order of the Black, prodotto dal bassista della band John "JD" DeServio. In Italia è uscito invece il 31 agosto. La formazione presenta cambiamenti, infatti il batterista Craig Nunenmacher è sostituito con Will Hunt che, anche se alle prime prese con i Black Label Society, si è rivelato un ottimo "acquisto" per la formazione. L'album presenta 13 canzoni nell'edizione americana pubblicata da Roadrunner Records. L'edizione europea contiene anche una cover dei Blind Faith: Can't Find My Way Home. Il CD è stato preceduto dall'uscita di due singoli: per primo Parade of the Dead e per secondo Crazy Horse.
Il 25 febbraio 2011, Will Hunt lascia la band e i Black Label Society chiamano Johnny Kelly, già batterista dei Type O Negative, Danzig e Seventh Void, in sua sostituzione per le date europee del tour 2011.
Il 2 maggio 2011 la band recluta come nuovo batterista Mike Froedge batterista dei Speed X e Doubledrive.

## Formazione

### Formazione attuale
- Zakk Wylde - voce, chitarra, tastiere, pianoforte (1998-presente)
- John "JD" DeServio - basso (1999, 2005-presente)
- Dario Lorina - chitarra (2014-presente)[5]
- Jeff Fabb - batteria (2014-presente)

### Ex componenti
- Will Hunt - batteria (2009-2011)
- Robert Trujillo - basso (2002-2003)
- James LoMenzo - basso (2004-2005)
- Steve Gibb - basso (2000-2001)
- Phil Ondich - batteria (1998-2000)
- Mike Inez - basso (2001, 2003)
- Craig Nunenmacher - batteria (2000-2009)
- Johnny Kelly - batteria (2011)
- Nick Catanese - chitarra, cori (1999-2013)
- Chad Szeliga - batteria (2011-2014)

## Discografia

### Album in studio
- 1999 – Sonic Brew
- 2000 – Stronger Than Death
- 2002 – 1919 Eternal
- 2003 – The Blessed Hellride
- 2004 – Hangover Music Vol. VI
- 2005 – Mafia
- 2006 – Shot to Hell
- 2010 – Order of the Black
- 2014 – Catacombs of the Black Vatican
- 2018 – Grimmest Hits
- 2021 – Doom Crew Inc.

### Album dal vivo
- 2001 – Alcohol Fueled Brewtality
- 2013 – Unblackened
- 2019 – Live at Dynamo Open Air 1999

### Raccolte
- 2005 – Kings of Damnation 98-04
- 2009 – Skullage
- 2010 – Berzerkus Tour Sampler
- 2011 – The Song Remains Not the Same

### EP
- 2004 – Live and Acoustic (digitale)
- 2011 – Glorious Christmas Songs That Will Make Your Black Label Heart Feel Good (digitale)

### Singoli
- 1999 – Bored to Tears
- 1999 – Born to Lose
- 2000 – Counterfeit God
- 2000 – All for You
- 2001 – Like a Bird
- 2002 – Bleed for Me
- 2002 – Bridge to Cross/Demise of Sanity
- 2003 – Stillborn
- 2003 – The Blessed Hellride
- 2004 – House of Doom
- 2005 – Suicide Messiah
- 2005 – Fire It Up
- 2005 – In This River
- 2006 – Concrete Jungle
- 2006 – Blood Is Thicker Than Water
- 2010 – Parade of the Dead
- 2010 – Crazy Horse
- 2010 – Overlord
- 2010 – The First Noel
- 2011 – Darkest Days
- 2013 – Ain't No Sunshine
- 2014 – My Dying Time
- 2014 – Angel of Mercy
- 2017 – Room of Nightmares
- 2018 – A Love Unreal

## Videografia
- 2003 – Boozed, Broozed, and Broken Boned
- 2006 – European Invasion: Doom Troopin' Live
- 2008 – Tour Edition (racchiude i due precedenti DVD-video)